# 沈權
沈權（？—？），字中行，號衡宇，貴州永寧衛官籍，河南開封府祥符縣人，明朝政治人物。

## 生平
萬曆四年（1576年）丙子科貴州鄉試第二名舉人，十一年（1583年）中式癸未科會試第一百十六名，三甲第一百一名進士。改翰林院庶吉士，十三年閏九月授江西道監察御史，十四年两淮巡盐，十五年九月条陈盐法四事，从之。十六年巡按陕西，卒于官。

## 家族
曾祖沈瑄，百戶；祖父沈淮，千戶；父沈鯉，指揮僉事，封懷遠將軍。母趙氏（贈淑人）；繼母石氏。慈侍下。兄沈梅（兵部员外郎）、沈桐、沈桂（訓導）、沈橋（工部司務）。